# Susan Graham
Pour les articles homonymes, voir Graham.
Ne doit pas être confondu avec Susan Graham (actrice).
Susan Graham est une cantatrice (mezzo-soprano) américaine née le 23 juillet 1960, à Roswell (Nouveau-Mexique).

## Biographie
Susan Graham est diplômée de l'université du Texas et de la Manhattan School of Music. Ses débuts internationaux ont eu lieu en 1994 à Covent Garden dans Chérubin de Massenet. 
Susan Graham est une spécialiste du répertoire français. Elle interprète Berlioz, Chausson, Debussy, Ravel et les œuvres de compositeurs américains contemporains.

## Rôles
Son répertoire d'opéra comprend :
- Samuel Barber
  - Vanessa (Erika)
- Hector Berlioz
  - Béatrice et Bénédict (Béatrice) 1997
  -  La Damnation de Faust (Marguerite), Opéra de Lyon, octobre 1994 ; La Scala, Metropolitan Opera novembre 2008
  - Les Troyens (Didon), Théâtre du Châtelet (Paris) 2003
- Christoph Willibald Gluck
  - Iphigénie en Tauride (Iphigénie)
- Alexander Goehr
  - Arianna (Arianna)
- Charles Gounod
  - Roméo et Juliette (Stephano), Seattle Opera
- George Frideric Handel
  - Alcina (Ruggerio)
  - Ariodante, Houston Grand Opera, San Francisco Opera
- John Harbison
  - Great Gatsby (Jordan Baker) 1999
- Jake Heggie
  - Dead Man Walking (Sister Helen Prejean)
- Franz Lehár
  - La Veuve joyeuse Hanna Glawari (rôle-titre)
- Jules Massenet
  - Werther (Charlotte)
  - Chérubin (rôle-titre), Royal Opera House
- Claudio Monteverdi
  - L'incoronazione di Poppea (Poppea)
- Wolfgang Amadeus Mozart
  - Così fan tutte (Dorabella), Opéra de Paris
  - Don Giovanni (Donna Elvira), Lyric Opera of Chicago
  - Idomeneo (Idamante), Houston Grand Opera, Opéra de Paris
  - La clemenza di Tito (Sesto), Opéra de Paris
  - Le nozze di Figaro (Cherubino), Metropolitan Opera
  - Lucio Silla (Cecilio), Santa Fe Opera
- Tobias Picker
  - An American Tragedy (Sondra Finchley), Metropolitan Opera création mondiale
- Henry Purcell
  - Didon et Énée (Sorcière, Didon)
- Gioachino Rossini
  - Il barbiere di Siviglia (Rosina)
- Richard Strauss
  - Ariadne auf Naxos (Compositeur) Metropolitan Opera, et Glyndebourne
  - Der Rosenkavalier (Octavian)
- Giuseppe Verdi
  - Falstaff (Meg Page)

## Distinctions
- 2001 : Chevalier dans l'ordre des Arts et des Lettres
- 2004 : Grammy Award, meilleur enregistrement vocal pour l'album de chants de Charles Ives
- 2005 : Commandeur des Arts et des Lettres

## Discographie sélective
- Hector Berlioz : Béatrice et Bénédict, Vincent Le Texier, Don Pedro, Gilles Cachemaille, Claudio, Jean-Luc Viala, Bénédict, Philippe Magnant, Léonato, Sylvia McNair, Hero, Susan Graham, Béatrice, Catherine Robbin, Ursule, Gabriel Bacquier,Somarone, Chœurs et Orchestre de l'Opéra de lyon, dir. John Nelson (Erato, 1992).
- Hector Berlioz - Les Troyens / Susan Graham, Didon, Anna Caterina Antonacci, Cassandre, Gregory Kunde, Enée, Ludovic Tezier, Chorèbe, Laurent Naouri, Narbal, Renata Pokupic, Anna, Monteverdi Choir, Chœur du Théâtre du Châtelet, Orchestre Révolutionnaire et Romantique, Dir. John Eliot Gardiner, mise en scène Yannis Kokkos (DVD BBC Opus Arte, 19 octobre 2004).
- Hector Berlioz : Les Nuits d'été, Arias, Orchestra of the Royal Opera House, dir. John Nelson (Sony, 1997).
- Ernest Chausson - Poème de l’amour et de la mer, Maurice Ravel - Shéhérazade, Claude Debussy - Le Livre de Baudelaire (orchestration John Adams. 1947), BBC Symphony Orchestra, dir. Yan Pascal Tortelier (Warner Classics, 2005).
- Reynaldo Hahn : "La Belle Époque" : 24 mélodies, Roger Vignoles, piano (Sony SK 60168, 1998).
- Ned Rorem : Songs, Malcolm Martineau (piano) (Erato, 2000).